# بانتشيهوا
بانتشيهوا (بالصينية: 攀枝花市 )‏ هي مدينة على مستوى محافظة، في جمهورية الصين الشعبية، تتبع سيتشوان، تبلغ مساحتها 7,440 كيلومتر مربع، رمزها البريدي هو 617000.

## المناخ
يظهر الجدول التالي التغييرات المناخية على مدار السنة لبانتشيهوا:
| البيانات المناخية لـبانتشيهوا                           | البيانات المناخية لـبانتشيهوا | البيانات المناخية لـبانتشيهوا | البيانات المناخية لـبانتشيهوا | البيانات المناخية لـبانتشيهوا | البيانات المناخية لـبانتشيهوا | البيانات المناخية لـبانتشيهوا | البيانات المناخية لـبانتشيهوا | البيانات المناخية لـبانتشيهوا | البيانات المناخية لـبانتشيهوا | البيانات المناخية لـبانتشيهوا | البيانات المناخية لـبانتشيهوا | البيانات المناخية لـبانتشيهوا | البيانات المناخية لـبانتشيهوا |
| الشهر                                                   | يناير                         | فبراير                        | مارس                          | أبريل                         | مايو                          | يونيو                         | يوليو                         | أغسطس                         | سبتمبر                        | أكتوبر                        | نوفمبر                        | ديسمبر                        | المعدل السنوي                 |
| ------------------------------------------------------- | ----------------------------- | ----------------------------- | ----------------------------- | ----------------------------- | ----------------------------- | ----------------------------- | ----------------------------- | ----------------------------- | ----------------------------- | ----------------------------- | ----------------------------- | ----------------------------- | ----------------------------- |
| الدرجة القصوى °م (°ف)                                   | 29.2 (84.6)                   | 32.5 (90.5)                   | 35.9 (96.6)                   | 38.5 (101.3)                  | 40.4 (104.7)                  | 39.8 (103.6)                  | 38.8 (101.8)                  | 38.1 (100.6)                  | 35.1 (95.2)                   | 33.5 (92.3)                   | 30.5 (86.9)                   | 28.1 (82.6)                   | 40.4 (104.7)                  |
| متوسط درجة الحرارة الكبرى °م (°ف)                       | 21.8 (71.2)                   | 25.0 (77.0)                   | 28.7 (83.7)                   | 31.8 (89.2)                   | 32.5 (90.5)                   | 32.3 (90.1)                   | 31.0 (87.8)                   | 30.6 (87.1)                   | 28.4 (83.1)                   | 26.4 (79.5)                   | 23.3 (73.9)                   | 21.0 (69.8)                   | 27.7 (81.9)                   |
| المتوسط اليومي °م (°ف)                                  | 13.6 (56.5)                   | 17.0 (62.6)                   | 21.2 (70.2)                   | 24.5 (76.1)                   | 25.6 (78.1)                   | 26.1 (79.0)                   | 25.3 (77.5)                   | 24.8 (76.6)                   | 22.8 (73.0)                   | 20.3 (68.5)                   | 16.1 (61.0)                   | 13.0 (55.4)                   | 20.9 (69.5)                   |
| متوسط درجة الحرارة الصغرى °م (°ف)                       | 6.9 (44.4)                    | 9.9 (49.8)                    | 14.2 (57.6)                   | 17.8 (64.0)                   | 20.0 (68.0)                   | 21.4 (70.5)                   | 21.4 (70.5)                   | 20.8 (69.4)                   | 19.1 (66.4)                   | 16.3 (61.3)                   | 11.2 (52.2)                   | 7.3 (45.1)                    | 15.5 (59.9)                   |
| أدنى درجة حرارة °م (°ف)                                 | 1.7 (35.1)                    | 3.6 (38.5)                    | 4.9 (40.8)                    | 8.7 (47.7)                    | 10.5 (50.9)                   | 13.6 (56.5)                   | 15.2 (59.4)                   | 15.6 (60.1)                   | 10.9 (51.6)                   | 9.5 (49.1)                    | 3.3 (37.9)                    | 0.4 (32.7)                    | 0.4 (32.7)                    |
| الهطول مم (إنش)                                         | 5.2 (0.20)                    | 3.8 (0.15)                    | 7.2 (0.28)                    | 13.5 (0.53)                   | 53.8 (2.12)                   | 140.5 (5.53)                  | 218.9 (8.62)                  | 180.4 (7.10)                  | 137.4 (5.41)                  | 59.8 (2.35)                   | 16.5 (0.65)                   | 1.8 (0.07)                    | 838.8 (33.01)                 |
| متوسط أيام هطول الأمطار                                 | 1.5                           | 1.6                           | 3.3                           | 3.1                           | 7.9                           | 13.8                          | 19.2                          | 15.4                          | 14.6                          | 10.2                          | 4.3                           | 1.3                           | 96.2                          |
| متوسط الرطوبة النسبية (%)                               | 51                            | 40                            | 35                            | 36                            | 48                            | 62                            | 72                            | 72                            | 74                            | 72                            | 68                            | 64                            | 58                            |
| المصدر #1: China Meteorological Data Service Center     |                               |                               |                               |                               |                               |                               |                               |                               |                               |                               |                               |                               |                               |
| المصدر #2: Weather China (precipitation days 1971-2000) |                               |                               |                               |                               |                               |                               |                               |                               |                               |                               |                               |                               |                               |

## التقسيمات الإدارية
- Dong District, Panzhihua [الإنجليزية]‏
- Xi District [الإنجليزية]‏
- Renhe District [الإنجليزية]‏
- Miyi County [الإنجليزية]‏
- Yanbian County [الإنجليزية]‏.

## أعلام
- لي لو